# Andrew Schlafly
Andrew Schlafly (n. 27 aprilie 1961, Alton⁠(d), Illinois, SUA) este un avocat și activist creștin-conservator american. Este cunoscut ca fiind întemeietorul enciclopediei Conservapedia.